# Respira (serie de televisión)
Respira es una serie de televisión por internet española de drama médico creada por Carlos Montero para Netflix. Está producida por la productora de Montero, El Desorden Crea, y protagonizada por Najwa Nimri, Aitana Sánchez-Gijón, Blanca Suárez, Manu Ríos, Borja Luna y Alfonso Bassave. Se estrenó en Netflix el 30 de agosto de 2024.
El 19 de junio de 2024, Netflix anunció que había renovado Respira por una segunda temporada antes del estreno de la primera.El 11 de diciembre de 2024, Netflix confirmó oficialmente la segunda temporada de Respira, la cual ya se está rodando.

## Sinopsis
Biel es uno de los residentes que lleva unos meses dejándose la piel en un hospital público. Cientos de guardias, miles de horas, que apenas le dejan tiempo para su vida, todo con tal de convertirse en el mejor doctor. Lo que no se imagina es que en el hospital va a estallar una huelga total, sin servicios mínimos. Los sanitarios se ven obligados a ello para tratar de concienciar a la población sobre su trabajo esencial y para protestar por todos los recortes intolerables que está sufriendo la sanidad pública. Pero Biel y los demás residentes no saben si secundar esa huelga que puede tener consecuencias fatales para los pacientes. Y desde ese conflicto iremos conociendo a unos y otros en su día a día. ¿Quiénes son esos chicos sin mucha experiencia que se desviven en el hospital asumiendo una responsabilidad excesiva, y quiénes son esas personas experimentadas dispuestas a perderlo todo con tal de luchar por lo que creen?

## Trama
En el Hospital Joaquín Sorolla, un centro médico público en Valencia, la llegada de una paciente prestigiosa pone de relieve la complicada situación de la sanidad pública y enciende la mecha de lo que se convertirá en una drástica huelga sin precedentes.

## Reparto

### Principal
- Najwa Nimri como Patricia Segura, la presidenta de la Generalitat Valenciana a la que se le diagnostica cáncer de mama.
- Aitana Sánchez-Gijón como Pilar Amaro, médica adjunta y jefa de Cirugía. Conocida por tener un carácter serio y amargo.
- Manu Ríos como Biel de Felipe, médico residente que ingresó al hospital Joaquín Sorolla tras ganar una beca en medicina.
- Borja Luna como Néstor Moa, oncólogo y médico adjunto de Biel. Considerado por muchos como el mejor oncólogo del país con un fuerte sentido social, de bien común y justicia, que busca mejorar las condiciones de la salud pública.
- Ana Rayo como Leonor "Leo" Santapau, ginecóloga, médica adjunta de May y exesposa de Lluís. De carácter feminista y reivindicativa.
- Alfonso Bassave como Lluís Jornet, director del Joaquín Sorolla y exesposo de Leonor.
- Xoán Fórneas como Enrique "Quique" Román, médico residente y tecnólogo, que termina involucrado con el hijo de Amaro.
- Macarena de Rueda como Rocío Fuster, médica adjunta del área de Urgencias.
- Marwa Bakhat como Mayda.A, médica residente que está en una relación con Rocío y esperan un bebé.
- Abril Zamora como Neus (Episodio 1 - Episodio 2 - Episodio 6; Episodio 8), jefa de Psiquiatría del hospital.
- Blanca Martínez Rodrigo como Blanca, enfermera jefa del área de emergencias.
- Víctor Sáinz como Rodrigo "Rodri" Donoso (Episodio 1 - Episodio 3), médico residente y hermano de Jésica.
- Javier Ballesteros como Emilio Alto, asesor y mano derecha de Patricia.
- Rafa Verdugo como Óscar Amaro (Episodio 1 - Episodio 4; Episodio 6 - Episodio 8), el hijo de la doctora Amaro, quien termina involucrado con Quique.
- Blanca Suárez como Jésica Donoso, médica adjunta y hermana de Rodri, considerada la mejor cirujana del hospital y es la novia de Lluís.
- Rachel Lascar como Sophie (temporada 2),[3] una prestigiosa oncóloga.
- Pablo Alborán (temporada 2)[6]

### Recurrente
- Ana Ruano como Paula (Episodio 1 - Episodio 2; Episodio 4; Episodio 7 - Episodio 8)
- Joseph Ewonde como Agustí (Episodio 1; Episodio 4; Episodio 6; Episodio 8)
- Amin Hamada como Oriol (Episodio 2 - Episodio 8)
- Kuni Tomita como Germán (Episodio 2 - Episodio 3; Episodio 5 - Episodio 6; Episodio 8)
- Álex Medina como Hugo Jornet Santapau, el hijo de Lluís y Leonor .(Episodio 2 - Episodio 3; Episodio 6; Episodio 8)
- Juan Fleta como Juan Anestesista (Episodio 1; Episodio 4; Episodio 7)

## Episodios
| N.º en serie | N.º en temp. | Título                    | Dirigido por   | Escrito por                          | Fecha de lanzamiento original |
| ------------ | ------------ | ------------------------- | -------------- | ------------------------------------ | ----------------------------- |
| 1            | 1            | «Por encima de todo»      | David Pinillos | Carlos Montero                       | 30 de agosto de 2024          |
| 2            | 2            | «Madera de médico»        | David Pinillos | Carlos Montero y Carlos Ruano        | 30 de agosto de 2024          |
| 3            | 3            | «Páramos»                 | David Pinillos | Carlos Ruano                         | 30 de agosto de 2024          |
| 4            | 4            | «Confío en ti»            | David Pinillos | Carlos Ruano y Pablo Paiz            | 30 de agosto de 2024          |
| 5            | 5            | «Huelga»                  | Marta Font     | Guillermo Escribano                  | 30 de agosto de 2024          |
| 6            | 6            | «El último hombre en pie» | Marta Font     | Carlos Ruano y Pablo Paiz            | 30 de agosto de 2024          |
| 7            | 7            | «Tierra quemada»          | Marta Font     | Guillermo Escribano y Carlos Montero | 30 de agosto de 2024          |
| 8            | 8            | «Gota fría»               | David Pinillos | Carlos Ruano                         | 30 de agosto de 2024          |

## Producción
El 5 de julio de 2023, Netflix anunció que había iniciado la preproducción de la serie de drama médico Respira, la cual fue creada por Carlos Montero como la segunda serie producida íntegramente por su productora, El Desorden Crea, después de Todas las veces que nos enamoramos. El 24 de octubre de 2023, Netflix lanzó la primera imagen de la serie y anunció que su rodaje ya había iniciado en agosto de ese mismo año, teniendo lugar a lo largo de 19 semanas en Madrid y Valencia. Las instalaciones del ficticio hospital de Joaquín Sorolla, donde se ambienta la serie, fueron recreadas en el centro de producción de Netflix en Tres Cantos.
El 19 de junio de 2024, Netflix anunció que había renovado Respira y otra de sus futuras series españolas, Manual para señoritas, por segundas temporadas, ambas antes de los estrenos de sus respectivas primeras temporadas.

## Lanzamiento y marketing
En mayo de 2024, Netflix inició la promoción de Respira con la revelación de ocho nuevas imágenes del rodaje. A finales de junio de 2024, Netflix anunció que el estreno de la serie en su plataforma estaba previsto para el 30 de agosto de 2024.